# Olof Forsberg
Olof Forsberg, född 1705, död 27 juli 1789, var en svensk borgmästare och politiker.

## Biografi
Olof Forsberg föddes 1705. Han blev 1758 rådman i Stockholms stad och var riksdagsledamot för borgarståndet i Stockholms stad vid riksdagen 1769–1770.  Forsberg blev 1777 byggningsborgsmästare i Stockholms stad och avled 1789.

### Familj
Forsberg var gift med Eva Kristina Dllwik.